# فردیناند لاوب
فردیناند لاوب (چکی: Ferdinand Laub; ۱۹ ژانویهٔ ۱۸۳۲ – ۱۷ مارس ۱۸۷۵) نوازندهٔ ویولن و آهنگساز اهل امپراتوری اتریش (جمهوری چک کنونی) بود.